# Fêtes et jours fériés en Estonie

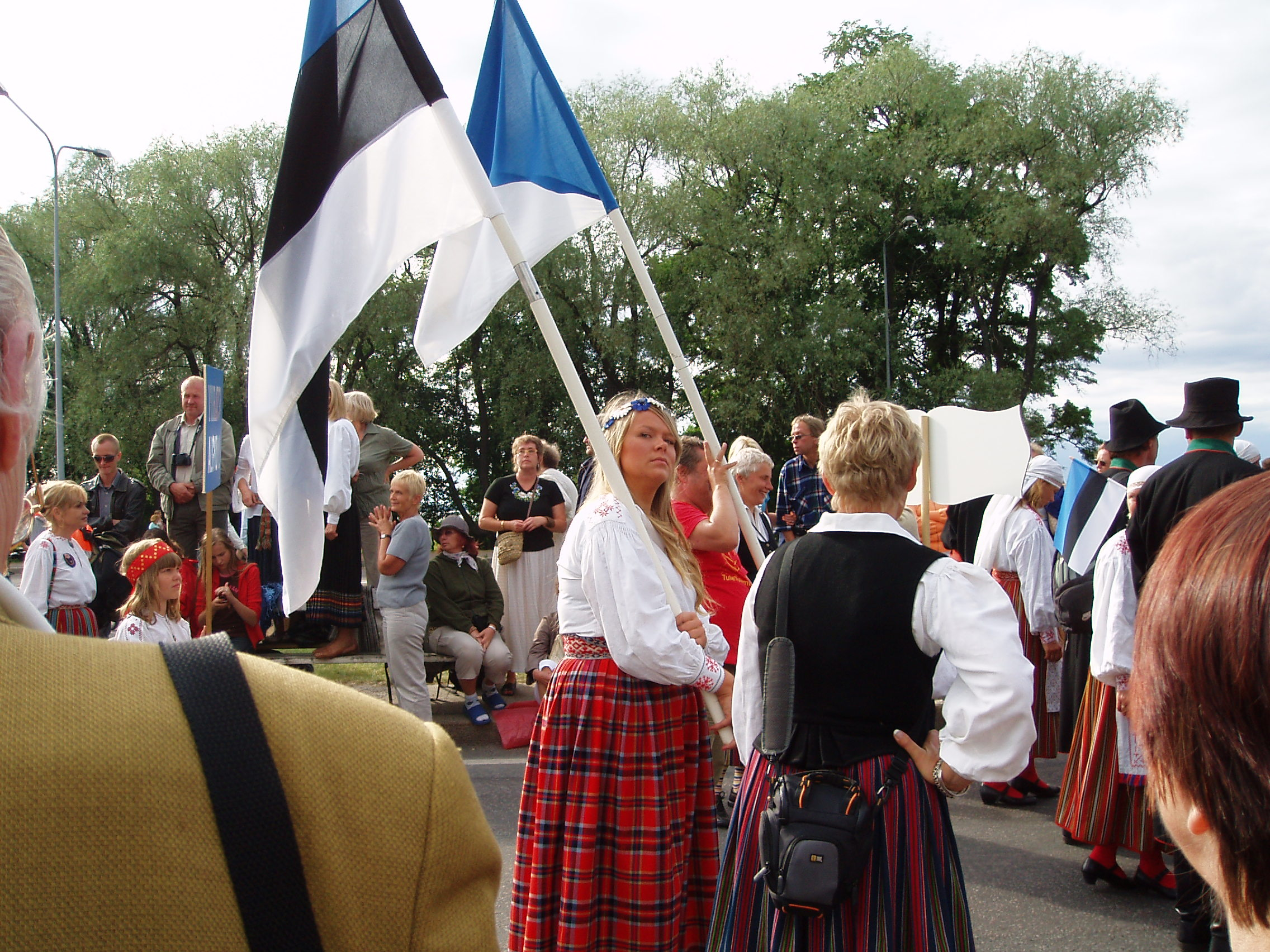
Parade lors du Festival estonien de la Chanson.

Les fêtes et jours fériés en Estonie sont établis par une loi votée par le Parlement.

## Jours fériés
Le tableau ci-dessous indique les jours fériés (non travaillés) en Estonie.
| Date                   | Nom français                                        | Nom estonien                         | Notes                                                                                                   |
| ---------------------- | --------------------------------------------------- | ------------------------------------ | --- |
| 1er janvier            | Jour de l'an                                        | uusaasta                             | |
| 24 février             | Jour de l'indépendance / Fête nationale             | iseseisvuspäev                       | Fête nationale célébrant la déclaration d'indépendance de 1918.                                         |
| Date variable Vendredi | Vendredi saint                                      | suur reede                           | |
| Date variable Dimanche | Dimanche de Pâques                                  | ülestõusmispühade 1. püha            | Aussi appelé lihavõtted.                                                                                |
| 1er mai                | kevadpüha                                           | Litt. Jour du printemps en estonien. | Des festivités plus traditionnelles ont lieu la veille au soir lors de la Nuit de Walpurgis (Volbriöö). |
| Date variable          | Pentecôte                                           | nelipühade 1. püha                   | |
| 23 juin                | Jour de la Victoire                                 | võidupüha et jaanilaupäev            | Célèbre la victoire dans la bataille de Võnnu au cours de la guerre d'indépendance de l'Estonie.        |
| 24 juin                | Fête de la saint-jean ou Solstice d'été (Midsummer) | jaanipäev                            | Jaaniõhtu est célébrée la nuit précédant la saint-Jean.                                                 |
| 20 août                | Fête de la Restauration de l'Indépendance           | taasiseseisvumispäev                 | Fête de l'Estonie, restauration de son indépendance en 1991.                                            |
| 24 décembre            | Veille de Noël                                      | jõululaupäev                         | |
| 25 décembre            | Jour de Noël                                        | esimene jõulupüha                    | |
| 26 décembre            | Jour d'après-Noël (Boxing Day)                      | teine jõulupüha                      | |

## Autres fêtes observées
Le tableau ci-dessous indique les jours célébrés, mais non fériés en Estonie.
| Date                   | Nom français                                                                 | Nom estonien                                | Notes                                                                                      |
| ---------------------- | ---------------------------------------------------------------------------- | ------------------------------------------- | ------------------------------------------------------------------------------------------ |
| 6 janvier              | Épiphanie                                                                    | kolmekuningapäev                            |                                                                                            |
| 2 février              | Anniversaire du traité de paix de Tartu                                      | Tartu rahulepingu aastapäev                 | Traité qui mit fin à la guerre d'Indépendance estonienne                                   |
| 14 mars                | Journée de la langue maternelle                                              | emakeelepäev                                | Anniversaire de Kristjan Jaak Peterson                                                     |
| Date variable Dimanche | Fête des mères                                                               | emadepäev                                   | Le deuxième dimanche de mai.                                                               |
| 4 juin                 | Journée du drapeau national                                                  | Eesti lipu päev                             | Date d'adoption du drapeau de l'Estonie en 1884.                                           |
| 14 juin                | Journée de Deuil et de Commémoration                                         | leinapäev                                   | À la mémoire des victimes des déportations soviétiques en 1941 et 1949.                    |
| 23 août                | Journée européenne de commémoration des victimes du stalinisme et du nazisme | kommunismi ja natsismi ohvrite mälestuspäev | Date de signature du pacte Molotov–Ribbentrop en 1939.                                     |
| Date variable Dimanche | Fête des grands-parents                                                      | vanavanemate päev                           | Le deuxième dimanche de septembre.                                                         |
| 22 septembre           | Journée de la résistance                                                     | vastupanuvõitluse päev                      | Tentative de restaurer l'indépendance estonienne en 1944 par Otto Tief                     |
| 2 novembre             | Jour des morts                                                               | hingedepäev                                 |                                                                                            |
| Date variable Dimanche | Fêtes des pères                                                              | isadepäev                                   | Le deuxième dimanche de novembre.                                                          |
| 16 novembre            | Journée de la proclamation de la souveraineté                                | taassünni päev                              | Commémoration de la proclamation de la Déclaration de la souveraineté estonienne, en 1988. |

## Sélection de fêtes estoniennes

### Jour de l'indépendance
Le jour de l'indépendance (Eesti Vabariigi aastapäev) est la fête nationale en Estonie marquant l'anniversaire de la déclaration d'indépendance du pays en 1918. Il est généralement célébré avec des concerts, des défilés militaires et des fêtes. 

### Volbriöö
En Estonie, Volbriöö est célébré toute la nuit du 30 avril et jusqu'aux premières heures du 1er mai, où le 1er mai est un jour férié appelé «jour de printemps» (Kevadpüha). Volbriöö est une célébration importante et généralisée de l'arrivée du printemps dans le pays. Influencée par la culture allemande, la nuit était à l'origine le rassemblement et la rencontre des sorcières. Aujourd'hui, les gens se déguisent toujours en sorcières pour errer dans les rues dans une ambiance de carnaval.
Les célébrations de Volbriöö sont particulièrement vigoureuses à Tartu, la ville universitaire du sud de l'Estonie. Pour les étudiants estoniens des corporations étudiantes (fraternités et sororités), la nuit commence par une procession traditionnelle dans les rues de Tartu, suivie d'une visite des maisons des corporations tout au long de la nuit.

### Jaanipäev
Jaanipäev (Fête de la Saint-Jean) a été célébré bien avant l'arrivée du christianisme en Estonie, bien que son nom ait été donné par les croisés. Le jour est toujours connu sous ses nombreux noms comme : leedopäev, suvine pööripäiv, suvepööripäev, püäripääv, päevakäänak, päiväkäänäk, päiväkäändjäne, päevapesa, pesapäev ou suured päevad. L'arrivée du christianisme n'a cependant pas mis fin aux croyances païennes et aux rituels de fertilité entourant cette fête. L'un des rituels les plus connus est l'allumage du feu de joie et le saut par-dessus (tradition estonienne orientale). Ceci est considéré comme un moyen de garantir la prospérité et d'éviter la malchance. Le feu sert également à effrayer les esprits malfaisants, assurant ainsi une bonne récolte.

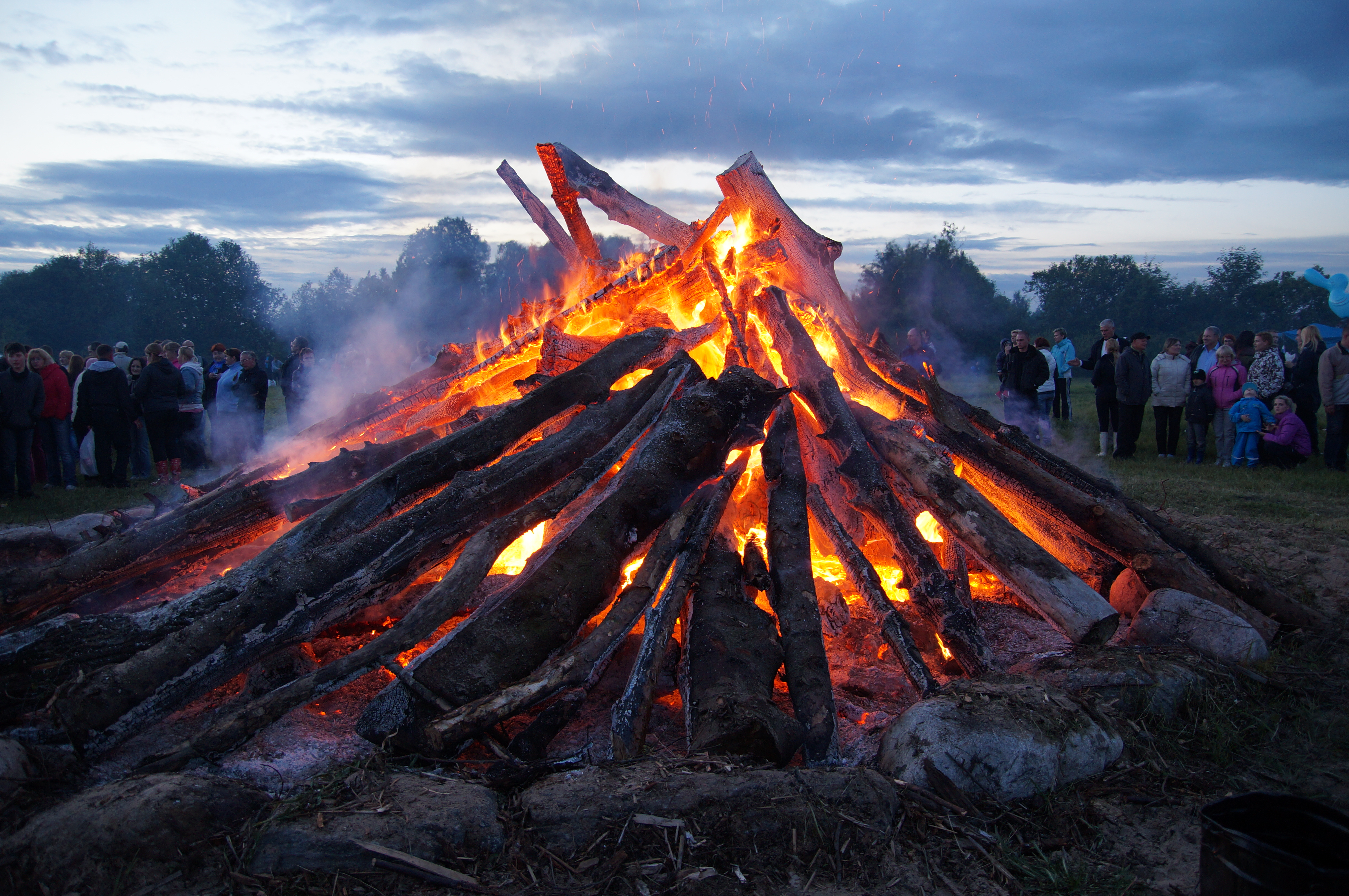
Feu de joie lors de Jaanipäev.

Depuis 1934, le 23 juin est également le jour de la victoire nationale de l'Estonie et les 23 et 24 sont des jours fériés. Le drapeau estonien n'est pas descendu dans la nuit entre ces deux jours.

### Kadripäev
En Estonie , la fête de la Sainte-Catherine s'est formée au XVIe siècle, lorsque les rituels de la vie pastorale de l'ancienne religion et les rites d'initiation des filles se sont mélangés avec le Jour du Souvenir de sainte Catherine. Sainte Catherine est devenue populaire en tant que patronne de l'élevage bovin et aide des femmes à accoucher.